# Oostpoort (Delft)
De Oostpoort is de enige van de oorspronkelijk acht stadspoorten die overgebleven is van de stad Delft, in de Nederlandse provincie Zuid-Holland. De oorspronkelijke stadspoorten moesten in 1359 worden afgebroken als straf, omdat Delft een oorlog tegen hertog Albrecht van Beieren had verloren. Hierna werd de Oostpoort, net als de andere stadspoorten, direct herbouwd. In 1519 werd de Oostpoort verhoogd. Toen Willem van Oranje in 1572 in Delft kwam wonen, werd de hele vesting verstevigd. Rond 1840 werden de andere Delftse stadspoorten afgebroken, alleen de Oostpoort mocht blijven staan, omdat die in de uithoek van de stad niet in de weg stond. Een klein stukje vestingmuur aan de noordkant en een beeld van een bewaker boven de poort doet eraan herinneren dat de poort er ooit stond om Delft te beschermen.
De Oostpoort bestaat uit een landpoort en een waterpoort die met elkaar zijn verbonden door resten van een stadsmuur, dit alles is in 1964 volledig gerestaureerd.
In mei 2022 is het gebouw in gebruik als werkruimte van een Delftse fotografe, maar is niet van binnen te bekijken.
De naastgelegen Oostpoortbrug dateert uit 1514 en is net als de poort zelf ook een rijksmonument.
In themapark Huis ten Bosch in Japan is een replica te vinden van de Oostpoort en de bijgelegen ophaalbrug.
De Oostpoort vervult een belangrijke rol in De acht poorten, het eerste boek uit de Ron & Geertje Trilogie van Ronald van Assen.

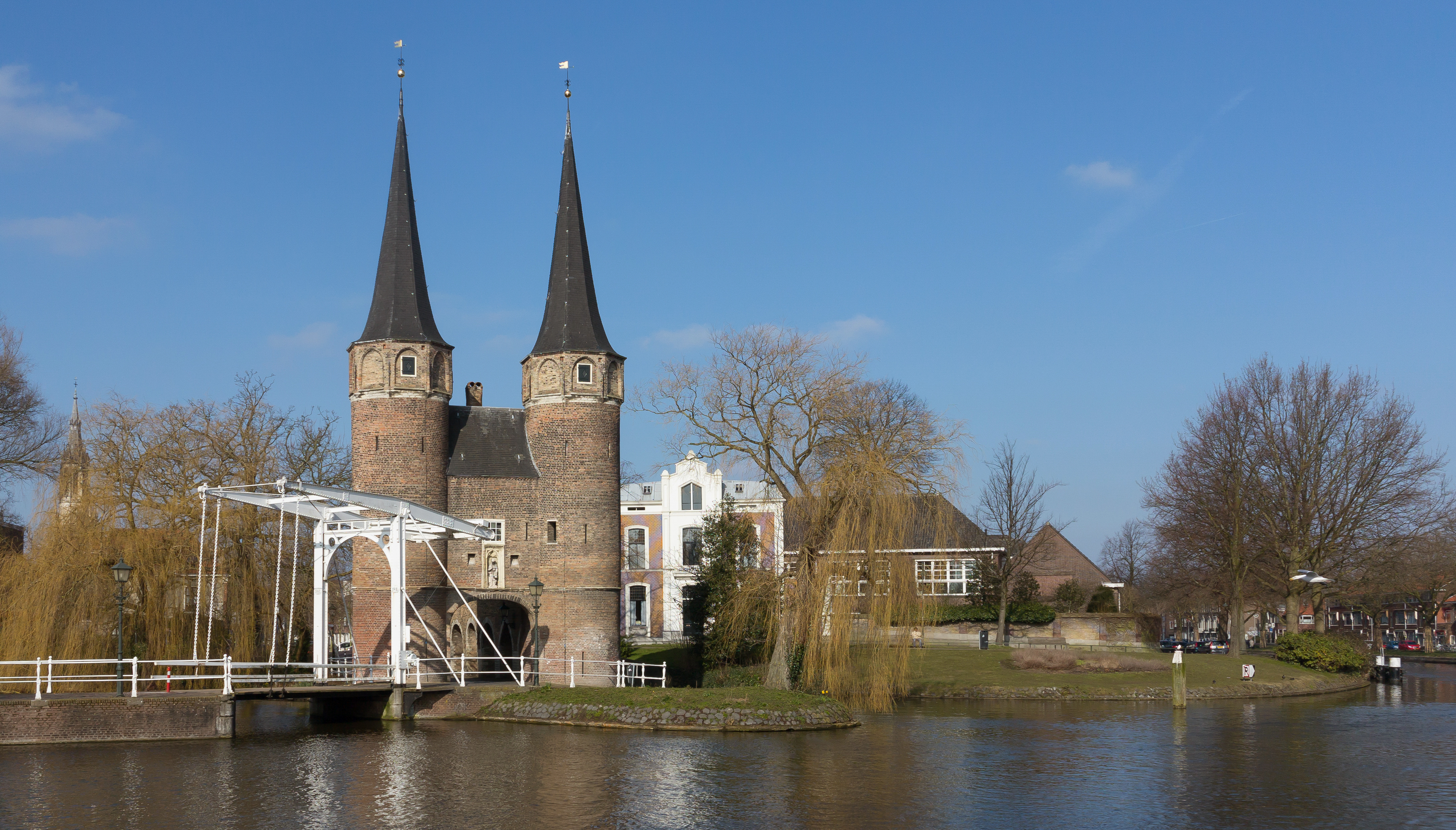
Oostpoort

## De verdwenen stadspoorten van Delft
- Rotterdamse Poort
- Schiedamse Poort
- Waterslootse Poort
- Haagpoort
- Koepoort

Haagpoort · Sint-Andriestoren · Sint-Joostentoren · Sint-Stevenstoren · Sint-Annatoren · Sint-Claratoren · Sint-Huybrechtstoren · Sint-Joristoren · Rietveldse Toren · Koepoort · Oostpoort · Henegouwse Toren · Rotterdamse Poort · Schiedamse Poort · Bourgondische Toren · Hollandse Toren · Zeelandse Toren · Waterslootse Poort · Sint-Michielstoren · Sint-Hiëronymustoren · Schoolpoort · Bagijnetoren